# Kirby und der Regenbogen-Pinsel
Kirby und der Regenbogen-Pinsel (jap. タッチ！カービィ スーパーレインボ, Tatchi! Kābī Sūpāreinbō) ist ein Jump-’n’-Run-Computerspiel, das der japanische Videospiel-Publisher Nintendo am 22. Januar 2015 in Japan, am 13. Februar 2015 in Nordamerika und am 8. Mai 2015 in Europa veröffentlicht hat. Es ist der Nachfolger des DS-Spiels Kirby: Power-Malpinsel (engl. Kirby: Canvas Curse).

## Ankündigung
Das Spiel wurde am 10. Juni 2014 auf der E3-Pressekonferenz von Nintendo angekündigt.

## Spielprinzip
In Kirby und der Regenbogen-Pinsel steuert der Spieler mithilfe des Wii U GamePads den rosa Kirby durch eine aus hauptsächlich aus Knetmasse bestehende Welt. Auf dem Gamepad malt der Spieler mit dem Stift regenbogen-farbene Bahnen, die Kirby nachfährt. Dabei muss der Protagonist Hindernissen ausweichen, Gegner bekämpfen, versteckte Schatztruhen finden und Power-Ups und Sterne einsammeln. Zudem kann sich Kirby auch in Fahrzeuge wie einen Panzer, ein U-Boot oder eine Rakete verwandeln. Des Weiteren gibt es auch Bosskämpfe, beispielsweise gegen Whispy Woods, einen Bossgegner, den es in fast jedem Kirby-Spiel gibt.

## Amiibo
In bestimmten Leveln ist es möglich kompatible Amiibo zu verwenden, um Kirby ein neues Aussehen und zusätzliche Kräfte zu verleihen. Mit dem Kirby-Amiibo schaltet man den Sternspurt frei, der jederzeit ausführbar ist.
Der König Dedede-Amiibo sorgt für zusätzliche Lebensleisten und der Meta-Knight-Amiibo steigert Kirbys Spurtgeschwindigkeit, sodass er durch bestimmte Gegner einfach hindurchpreschen kann.

## Rezeption
Laut dem Wertungsaggregator Metacritic erhielt Kirby und der Regenbogen-Pinsel gemischte beziehungsweise durchschnittliche Bewertungen. GamePro kritisierte eine ungenaue Steuerung und „bescheidene Spielmechanik“. Die Knetgrafik sei zwar hübsch, aber die Rezensentin schaute beim Spielen nach eigener Angabe kaum vom Wii-U-Touchpad zum Bildschirm hoch.

„Kirby im Knetwunderland, der sich aber weder selbst bewegen noch frei verwandeln kann. Dadurch geht viel vom Serien-Charme verloren.“